# Giresun Atatürk Stadı
Das Giresun Atatürk Stadı (deutsch Giresun-Atatürk-Stadion) war ein Fußballstadion in der türkischen Stadt Giresun. Der Fußballverein Giresunspor trug hier seine Heimspiele aus. Die Anlage wurde 1941 eröffnet und bot 12.191 Plätze. Am 3. Januar 2021 fand mit Giresunspor gegen Tuzlaspor die letzte Partie im Stadion statt. Danach zog der Club in das neue Çotanak Stadyumu um. Im Februar des Jahres begann der Abriss.